# Mostyszcze (obwód lwowski)
Mostyszcze (ukr. Мостище) – wieś na Ukrainie w rejonie lwowskim (do 2020 roku w rejonie przemyślańskim) obwodu lwowskiego.

## Historia
Pod koniec XIX w. część wsi Wołowe w powiecie bóbreckim.
W II Rzeczypospolitej wieś (wówczas przysiółek) w gminie Bóbrka w powiecie bóbreckim województwa lwowskiego. W 1931 r. liczyła 150 mieszkańców, w większości Polaków. W latach 1944–1945 banderowcy z Ukraińskiej Powstańczej Armii zamordowali w Wołowe i Mostyszcze łącznie 15 Polaków.